# Gennadas bouvieri
Gennadas bouvieri är en kräftdjursart som beskrevs av Kemp 1909. Gennadas bouvieri ingår i släktet Gennadas och familjen Benthesicymidae. Inga underarter finns listade i Catalogue of Life.